# Visontai Soma
Visontai Soma, Weinberger Salamon (Gyöngyös, 1854. november 19. – Budapest, Erzsébetváros, 1925. szeptember 22.) jogi doktor, ügyvéd, udvari tanácsos.

## Életútja
Weinberger Albert és Schweitzer Julianna fia. Egyetemi tanulmányait Budapesten folytatta és 1882-ben ügyvédi oklevelet nyert, majd Budapesten telepedett le. 1881-ben Weinberger családi nevét Visontaira változtatta. Ügyvédkedése mellett hírlapírással is foglalkozott. Sikerrel védelmezte a Zasztava szerkesztőjét, a szerb radikálisok vezérét, a Dimitrovics Mihály megölése miatt ellene folyamatba tett bűnperben, ezt a szerb radikálisok azzal jutalmazták meg, hogy amikor 1892-ben az újvidéki függetlenségi párt őt jelölte képviselőjelöltnek, győzelemre segítették. Azután három választás alkalmával (1897., 1901., 1905.) szülővárosa választotta meg képviselőnek. Az országos ügyvédvizsgáló-bizottság tagja volt. A bűnvádi eljárásról szóló javaslat megalkotását célzó igazságügyi bizottsági tárgyalásokban részt vett. 1908-ban nyerte el az udvari tanácsosi címet és ugyanakkor lett a magyar királyi Kúria fegyelmi tanácsának tagja. Halálát agyvérzés okozta.
Mint egyetemi hallgató közgazdasági cikkeket írt. Országgyűlési beszédei a Naplókban jelentek meg. Több évig szerkesztette a Vasut című szaklapot.

## Magánélete
Felesége Halasi Erzsébet (1873–1935) volt, Halasi Vilmos és Sonnenberg Borbála lánya.

## Munkái
- Az országos törvények külön kiadása. Szerk. I. Az uzsoráról. (Budapest, 1883)
- Védbeszéd az újvidéki királyi törvényszék előtt. Tomics Jósa önvédelmi beszéde. (Budapest, 1891)
- A meghatalmazott által elkövetett csalás. (Budapest, 1895)